# 5125 Okushiri
5125 Okushiri este un asteroid din centura principală de asteroizi.

## Descriere
5125 Okushiri este un asteroid din centura principală de asteroizi. A fost descoperit pe 10 februarie 1989 la Kushiro de Seiji Ueda și Hiroshi Kaneda. Asteroidul prezintă o orbită caracterizată de o semiaxă mare de 2,47 ua, o excentricitate de 0,16 și o înclinație de 3,9° în raport cu ecliptica.